# Regió de Tanga
Tanga  és una de les trenta regions administratives en les quals està dividida la República Unida de Tanzània. La seva principal població és la ciutat de Tanga.

## Districtes
Aquesta regió es troba subdividida internament en set districtes:
- Handeni
- Kilindi
- Korogwe
- Lushoto
- Muheza
- Pangani
- istricte de Tanga

## Territori i població
La regió de Tanga té una extensió de territori que abasta una superfície de 26.808 quilòmetres quadrats. A més aquesta regió administrativa té una població d'1.642.015 persones. La densitat poblacional és de 61 habitants per cada quilòmetre quadrat de la regió.